# Monika Krause-Fuchs
Monika Krause-Fuchs (* 8. April 1941 als Monika Krause in Schwaan; † 20. Mai 2019 in Glücksburg an der Ostsee) war eine deutsch-kubanische Expertin für sexuelle Aufklärung und auf diesem Gebiet als Hochschullehrerin in Kuba tätig.

## Leben

### Studium und Anfangsjahre in Kuba
Monika Krause studierte an der Universität Rostock Lateinamerikanistik, ein in der DDR neues und privilegiertes Studienfach, das Kader für zukünftige Kontakte der damals noch relativ jungen DDR mit lateinamerikanischen Ländern ausbilden sollte. Dabei lernte sie 1961 ihren späteren Mann, Jesús Jiménez, einen spanischen Kapitän der kubanischen Handelsmarine kennen, der in Kuba aufgewachsen war.

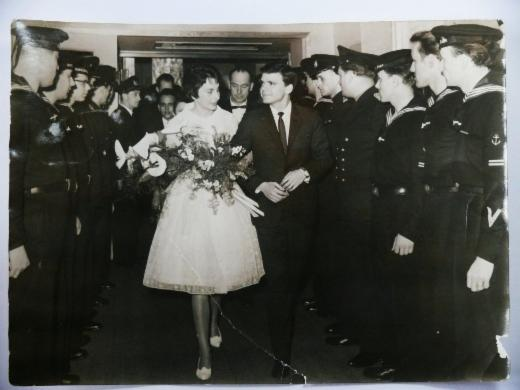
Hochzeit der Rostocker Studentin Monika Krause mit dem spanisch-kubanischen Marinekapitän Jesús Jiménez Escobar, Warnemünde, 1962

Einer geplanten Heirat wurden Monika Krause von den DDR-Behörden Steine in den Weg gelegt. Kuba galt damals, obwohl schon sozialistisch, als sogenanntes „nichtsozialistisches Wirtschaftsgebiet“. Ihr wurde gedroht, ihr Studium nicht beenden zu können. Diplomatische Interventionen seitens der kubanischen Regierung, zu der ihr Verlobter gute Kontakte unterhielt, ermöglichten die Heirat dann später doch.
Nach der Heirat 1962 reiste das frisch getraute Paar auf dem von ihrem Ehemann kommandierten Frachter gemeinsam nach Kuba aus, wo sie als Dolmetscherin für die DDR-Handelsvertretung tätig war. Das Studium schloss sie nach zwei Babypausen und einigen durch den Beruf ihres Mannes bedingten Auslandsaufenthalten, unter anderen eineinhalb Jahre in den Niederlanden und knapp zwei Jahre in New York, 1970 an der Universität Havanna mit dem Diplom für Spanische Sprache und Literatur ab.
Nach dem erfolgreichen Abschluss ihres Studiums an der Uni Havanna fand sie durch Vermittlung ihres Ehemanns eine Tätigkeit in dem von Vilma Espín, der Ehefrau von Raúl Castro, geleiteten kubanischen Frauenverband FMC, wo sie bald als Sektorleiterin für internationale Beziehungen tätig war.

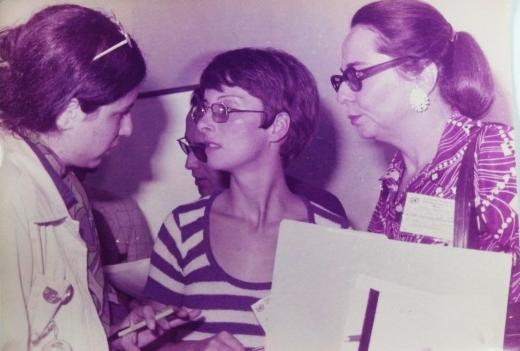
Monika Krause und Vilma Espín (Präsidentin des kubanischen Frauenverbandes FMC) auf einem internationalen Frauenkongress, 1975, Internationales Jahr der Frau.

Zunächst ging sie jedoch mit ihrem Mann nach Chile, wo Salvador Allende gerade die Präsidentschaft angetreten hatte. Nachdem die dortige Situation kurz vor dem Putsch von Pinochet zu gewalttätig und gefährlich wurde, kehrte die Familie nach Havanna zurück. Dort musste Monika Krause feststellen, dass inzwischen zwei ihrer engsten Freunde wegen angeblicher konterrevolutionärer Machenschaften verhaftet worden waren. Wie sich herausstellte, war der eigentliche Grund die homosexuelle Beziehung der beiden, welche sie nur heimlich ausleben konnten. Auch Monika Krause fühlte sich zu dieser Zeit, eigenen Angaben zufolge, nicht frei von homophoben Ansichten, welche sich jedoch mit der weiteren Tätigkeit in der FMC radikal ändern sollten.
Monika Krause erhielt die kubanische Staatsbürgerschaft, ohne die der DDR abzulegen, und wurde Mitglied der Kommunistischen Partei Kubas.

### Tätigkeit als Sexualaufklärerin
Bei einem schweren Verkehrsunfall erlitt Krause einen Genickbruch. Anschließend war es ihr nicht mehr möglich, längere Zeit in der Dolmetscherkabine zu sitzen und diesen Beruf weiter auszuüben. Stattdessen wurde sie von der Präsidentin des Frauenverbandes, Vilma Espín, beauftragt, vergleichende Studien zu erarbeiten, welche für eine Sexualerziehung in Kuba nützlich sein könnten. Dabei knüpfte sie unter anderem Kontakte zu ihrem Landsmann Siegfried Schnabl, dessen Standardwerk Mann und Frau intim sie in Kuba in spanischer Sprache – zunächst unter anderem um Inhalte zur Homosexualität zensiert – herausbrachte, und das sehr schnell vergriffen war. Später wurden kubanische Studenten zu Schnabl in die Lehre geschickt. Sie erstellte weiterhin eine kubanische Auflage eines Aufklärungsbuchs Heinrich Brückners. Monika Krause hielt die häufigen Teenagerschwangerschaften für das Hauptproblem. Dieses war ihrer Meinung nach hervorgerufen durch das in Teilen noch heute in Kuba fortbestehende überkommene katholisch-lateinamerikanische Rollenverständnis der Frau, aber auch durch das Leben der 12- bis 18-Jährigen in Internatsschulen fernab der Eltern. Bei ihrer Arbeit stieß sie wiederholt auf Probleme, ihre gewonnenen Erkenntnisse auch im Bildungsministerium oder anderen Behörden durchzusetzen.
1977 gründete Monika Krause die Nationale Arbeitsgruppe für Sexualerziehung bei der Ständigen Kommission der Nationalversammlung zur Betreuung der Kinder, Jugendlichen und für die Gleichberechtigung der Frau, woraus später das Nationale Zentrum für Sexualerziehung (CENESEX) entstand, dessen Direktorin sie wurde.

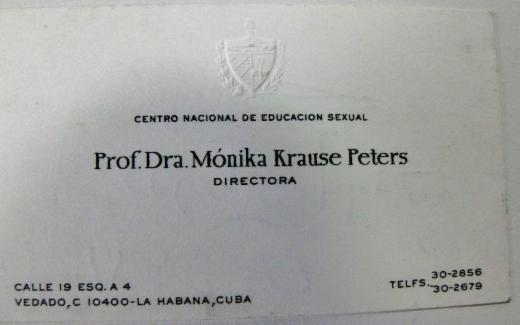
Präsentationskarte von Prof. Dr. Monika Krause Peters (ihr voller Name in Kuba) als erste Direktorin des Nationalen Zentrums für Sexualerziehung CENESEX, 1989

Im Rahmen ihrer Tätigkeit entwickelte sie Konzepte zur Sexualberatung, -erziehung, -therapie und Familienplanung. Sie trat in zahlreichen Beiträgen der kubanischen Presse, inklusive Funk und Fernsehen auf und schrieb zahlreiche wissenschaftliche und populärwissenschaftliche Bücher. In Aufklärungssendungen des kubanischen Staatsfernsehens zeigte sie in den 1980er Jahren erstmals ein Kondom und erklärte dessen Funktionsweise, weshalb sie den Beinamen Reina del condón (Königin des Kondoms) erhielt. In ihrer wöchentlichen, am Nachmittag ausgestrahlten Sendereihe „Wir und die Liebe“ blieb ihr das Aussprechen des Begriffs „Kondom“ jedoch untersagt. In der kubanischen Machogesellschaft erhielt sie zahlreiche Anfeindungen selbst aus höchsten Kreisen. Entsprechend wurde Monika Krause auch als „Verderberin der Jugend“ oder „Mónica die Schreckliche“ bezeichnet. Der Unterstützung von Fidel Castros Schwägerin Vilma Espín konnte sie sich jedoch stets sicher sein. Ihr semi-offizieller „Ehrentitel“ war „Mónica von der Sexualaufklärung“.
1983 wurde Monika Krause an der Universität Rostock auf dem Gebiet „Sexualpädagogik und -psychologie“ mit Summa cum laude promoviert. Nach ihrer Habilitation 1986 wurde sie Professorin am Institut für Medizinische Wissenschaften an der Universität Havanna.

### Rückkehr nach Deutschland

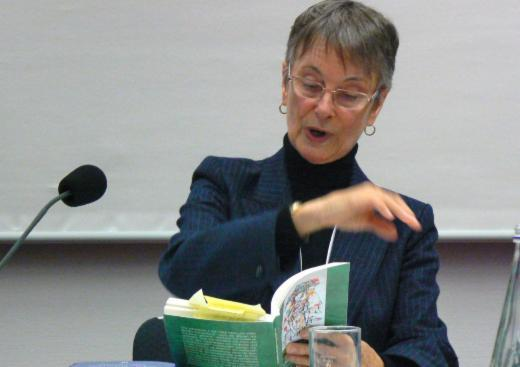
Monika Krause-Fuchs bei einer Lesung aus ihren Memoiren, Deutschland, Anfang der 2010er Jahre.

1975 wurde Krauses Mann zum Militäreinsatz nach Angola eingezogen. Laut seiner Ehefrau entpuppte er sich nach seiner Rückkehr nach 1½ Jahren als „typisch kubanischer Macho“, der es unter anderem nicht ertragen konnte, bei öffentlichen Anlässen nur als Anhängsel seiner Frau betrachtet zu werden, da diese inzwischen weitaus bekannter war als er. Das Ehepaar lebte sich zunehmend auseinander. Monika Krause-Fuchs bezeichnete ihn Jahre nach der Trennung noch als Freund.
Desillusioniert von der Kubanischen Revolution und nach zerrütteter Ehe kehrte sie Ende 1990 mit ihren beiden in Kuba geborenen Söhnen, unter dem Vorwand einer Urlaubsreise zu ihrer Mutter, dauerhaft nach Deutschland zurück. Monika Krause-Fuchs heiratete ein zweites Mal und lebte bis zu ihrem Tod in Glücksburg an der Ostsee. Sie schrieb mehrere Bücher über ihre Erfahrungen in Kuba, hielt Vorträge und betrieb Workshops.
Monika Krause-Fuchs starb im Mai 2019 im Alter von 78 Jahren.

## Werke (Auswahl)
- Vorbereitung der jungen Generation auf Liebe, Ehe und Familie in der Republik Kuba (unter besonderer Berücksichtigung der Rolle der Kubanischen Frauenföderation FMC). Rostock, Univ., Diss. A, 1983
- Die kubanische Sexualpolitik zwischen Anspruch und Wirklichkeit, in: Ottmar Ette, Martin Franzbach (Herausgeber): Kuba heute. Politik. Wirtschaft. Kultur., Vervuert 2001, ISBN 3-89354-575-1
- Machismo ist noch lange nicht tot!: Kuba: Sexualität im Umbruch, Projekte-Verlag Cornelius, Halle 2008, ISBN 978-3866344693
- Cuba – meine Hölle, mein Paradies. 30 Jahre Castro und ein Ende, Projekte-Verlag Cornelius, Halle 2008, ISBN 978-3866346239 (Autobiografie, Spanischsprachige Urversion: Monika y la Revolución, Centro de la Cultura Popular Canaria, 2002, mit Vorwort von Jesús Díaz, ISBN 84-7926-402-0)

## Filmische Rezeption
- Silvana Ceschi und Reto Stamm: La reina del condón (Schweiz 2007), Dokumentarfilm über Monika Krause-Fuchs (Trailer)[6]